# Franciszek Aywas

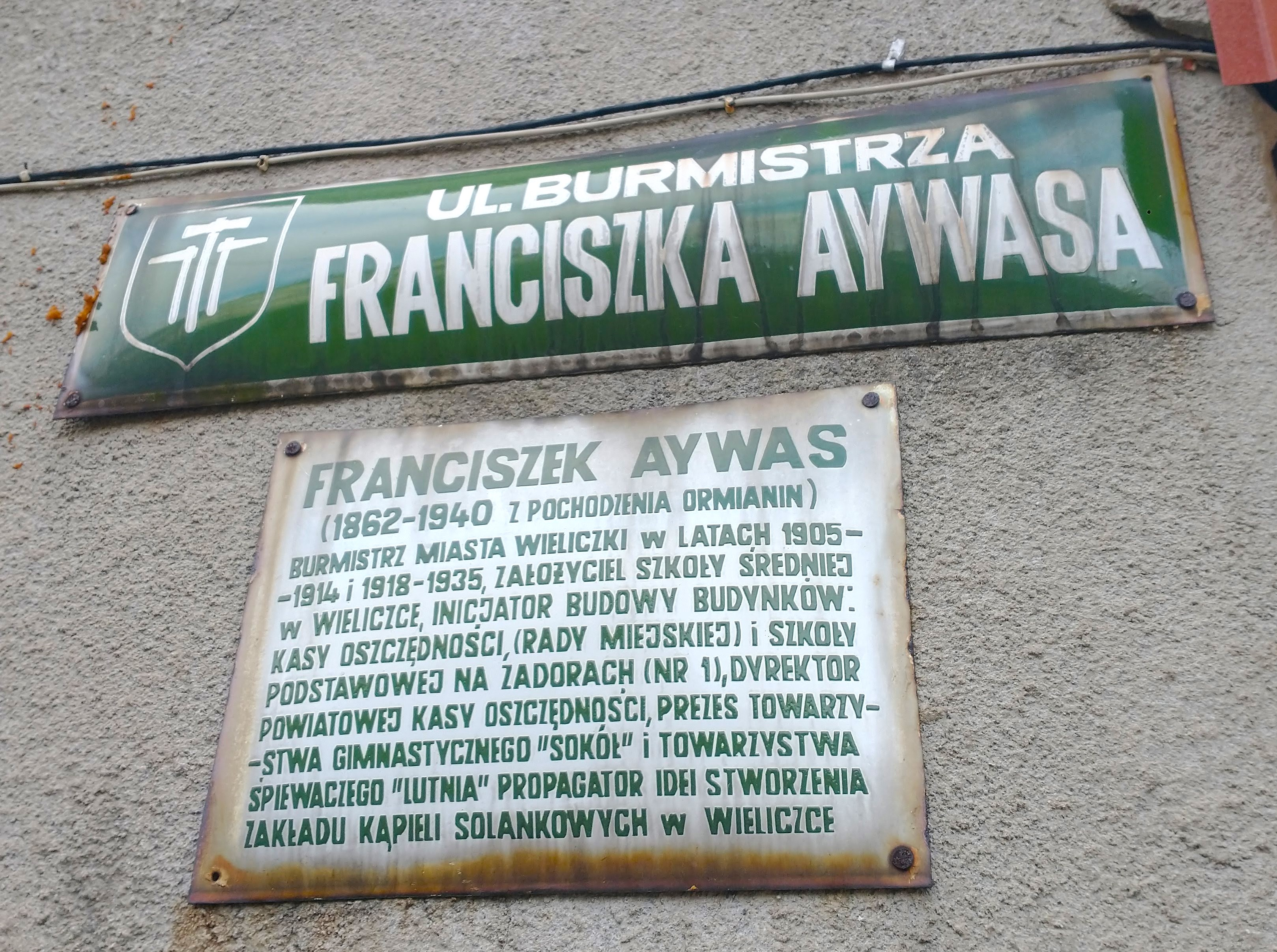
Tablica pamiątkowa przy ulicy patrona

Franciszek Aywas (ur. 1862, zm. 1940) – polski prawnik pochodzenia ormiańskiego, działacz sokolski, burmistrz Wieliczki w latach 1905–1914 oraz 1918–1934 (lub 1935).
Z wykształcenia był prawnikiem. W latach 1904–1913 i 1919–1921 sprawował funkcję prezesa Polskiego Towarzystwa Gimnastycznego „Sokół” w Wieliczce. Od 6 lipca 1909 członkiem honorowym wielickiego gniazda sokolskiego. W okresie I wojny światowej, w obawie przed represjami ze strony Rosjan zmuszony był opuścić Wieliczkę.
Był m.in. założycielem miejskiej szkoły średniej oraz inicjatorem budowy kasy oszczędności i szkoły podstawowej na Zadorach. Sprawował funkcję dyrektora powiatowej kasy oszczędności i prezesa towarzystwa śpiewaczego "Lutnia". Propagował ideę stworzenia zakładu kąpieli solankowych w mieście.